# Ljudmyla Ljasjenko
Ljudmyla Oleksandrivna Ljasjenko (ukrainska: Людмила Олександрівна Ляшенко), född 17 maj 1993 i Zaporizjzja, är en ukrainsk paraidrottare som tävlar i skidskytte och längdåkning. Hon tävlar i klassen LW8.
Ljasjenko föddes med en funktionsnedsättning i båda sina armar och ben. Hon har genomgått två operationer, men inte fått full funktion i sina vänstra arm. Ljasjenko tog fyra medaljer (ett guld och tre brons) vid paralympiska vinterspelen 2018 i Pyeongchang. Vid paralympiska vinterspelen 2022 i Peking tog hon tre medaljer (ett guld, ett silver och ett brons).

## Karriär
Ljasjenko började åka skidor 2012. Hon deltog i sitt första para-VM vid VM i Sollefteå 2013 och slutade på 12:e plats i sprinten i längdåkningen. Ljasjenko tävlade även i skidskytte och slutade på sjätte plats i medeldistansen, 10:e plats i långdistansen och på 11:e plats i sprinten. Hon deltog vid paralympiska vinterspelen 2014 i Sotji och slutade i längdåkningen på femte plats i 5 km fristil, åttonde plats i sprinten och nionde plats i långdistansen. I skidskyttet slutade Ljasjenko på fjärde plats i medeldistansen, femte plats i långdistansen och på sjunde plats i sprinten.
Vid VM i Cable 2015 tog Ljasjenko tre silvermedaljer i skidskyttet efter att slutat tvåa i sprinten, medeldistansen och långdistansen. Hon tävlade även i längdåkningen och tog silver på 5 km klassiskt och i långdistansen samt tog brons i sprinten. Ljasjenko var dessutom en del av Ukrainas lag som tog silver i 4 x 2,5 km mixstafetten. Vid VM i Finsterau 2017 blev hon världsmästare för första gången i både längdåkning och skidskytte. I längdåkningen tog Ljasjenko guld i sprinten och mixstafetten, silver på 5 km fristil och brons i långdistansen. I skidskyttet tog hon guld i sprinten och långdistansen samt silver i medeldistansen bakom landsmaninnan Oleksandra Kononova.
Ljasjenko deltog vid Paralympiska vinterspelen 2018 i Pyeongchang och tog sin första paralympiska guldmedalj då Ukraina vann 4 x 2,5 km mixstafetten i längdåkningen. Individuellt tog hon brons i långdistansen i längdåkningen, slutade på femte plats i sprinten och på sjätte plats på 7,5 km klassiskt. I skidskyttet tog Ljasjenko brons i sprinten och medeldistansen samt slutade på tionde plats i långdistansen. Året därpå deltog hon vid VM 2019 i Prince George och tog i längdåkningen guld då Ukraina vann 4 x 2,5 km mixstafetten. Individuellt tog hon tre medaljer i längdåkningen med silver i sprinten och på 5 km fristil samt brons i långdistansen. Ljasjenko tävlade även i skidskyttet och tog tre guld; i sprint, medeldistans och långdistans.
Vid VM i Lillehammer 2022 tog Ljasjenko fyra medaljer i längdåkningen. Hon tog guld i långdistansen och på 4 x 2,5 km mixstafett samt brons i sprinten och medeldistansen. I skidskyttet tog Ljasjenko en medalj av varje valör; guld i medeldistansen, silver i sprinten och brons i långdistansen. Under 2022 tävlade hon för tredje gången i Paralympics vid paralympiska vinterspelen i Peking. Ljasjenko inledde spelen med att ta silver i damernas 6 kilometer stående skidskytte efter att slutat bakom kinesiska Guo Yujie. Hon tog därefter brons i damernas 10 kilometer stående skidskytte, där Ukraina tog samtliga pallplatser (Iryna Buj tog guld och Oleksandra Kononova silver). Ljasjenko avslutade sedan spelen med att ta guld i damernas 12,5 kilometer stående skidskytte och hjälpte Ukraina till landets bästa resultat genom tiderna i skidskyttet vid Paralympics.